# Коновалов, Семён Васильевич
Семён Васи́льевич Конова́лов (15 февраля 1920, с. Ямбулатово (ныне Верхнеуслонского района, Татарстан) — 4 апреля 1989, Казань, Татарская АССР) — советский танкист-ас, участник Великой Отечественной войны. Герой Советского Союза. В одном из боёв 13 июля 1942 года, во время проведения Воронежско-Ворошиловградской операции, командуя экипажем танка КВ-1, уничтожил 16 танков и САУ противника.

## Биография

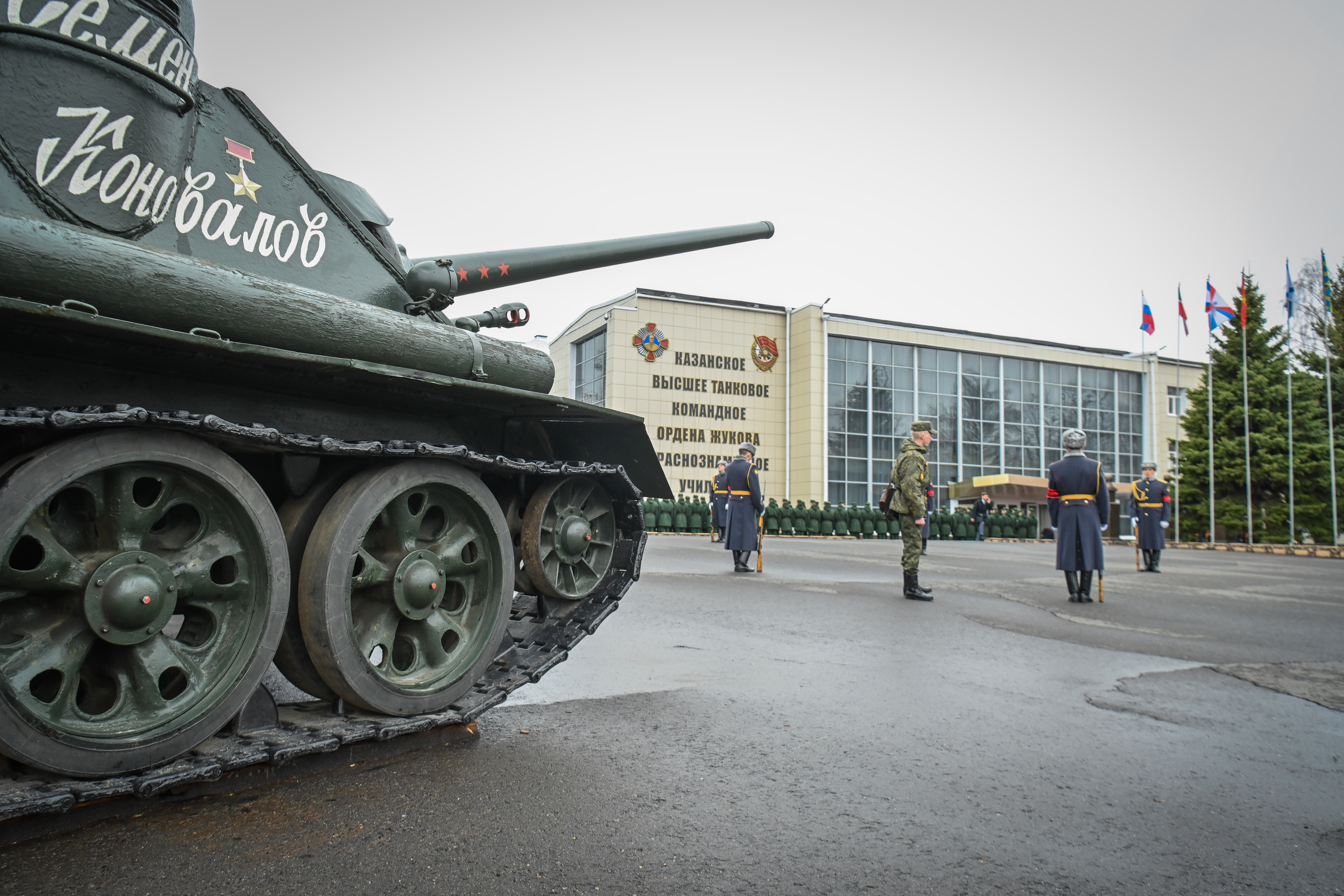
Именная САУ СУ-100 на территории КВТКУ

### Происхождение
Родился 15 февраля 1920 года в селе Ямбулатово Свияжского кантона ТАССР в крестьянской семье. Национальность, по одним источникам,  русский, по другим —  чуваш. Глава Чувашской республики М. В. Игнатьев, встречавшийся с дочерью героя и познакомившийся с источниками, первую версию считал ошибочной. Село, в котором  родился и вырос герой-танкист, было основано в 1904 году чувашами-переселенцами из одноимённого населённого пункта, ныне входящего в Янтиковский муниципальный округ Чувашской республики.   До войны Коновалов С. В. получил среднее образование. Вот что пишет современный автор: 
Родился он в чувашской деревне Ямбулатово, что до войны входила в состав Теньковского района. Деревенское детство было обычным для того времени: голодным, трудовым, интересным... Школу окончил чувашскую, но русский язык знал хорошо.
 До призыва в ряды Красной армии Семён Коновалов работал почтальоном в родном селе.

### Военная служба
В РККА с 1939 года. После школы, чтобы поступить в Куйбышевское военное пехотное училище, приписал себе год (до сих пор во многих источниках указано, что Коновалов родился в 1920 году вместо 1921-го). В звании лейтенанта направлен на фронт командиром танкового взвода в отдельную танковую роту 125-й пограничной стрелковой дивизии, располагавшейся в Литве. В августе 1941 года Коновалов был тяжело ранен и направлен в тыловой госпиталь в Вологду. В конце октября Коновалова выписали из госпиталя и направили в Архангельск, в учебный центр, где он служил инструктором по подготовке бойцов. Коновалов периодически отсылал командованию рапорты с просьбой вернуть его на фронт. В апреле 1942 года лейтенант направлен на фронт в качестве командира взвода тяжёлых танков «КВ» 5-й отдельной гвардейской танковой бригады. В июне 1942 года его перевели на аналогичную должность в составе 15-й танковой бригады 9-й армии.
В середине июля 1942 года 14-я и 22-я немецкие танковые дивизии завершали глубокий прорыв с охватом войск 9-й, 38-й и части сил 24-й советских армий. Немцы пытались уничтожить окруженные армии, а затем развить наступление на Сталинград и Кавказ.
В бою 13 июля 1942 года на окраине хутора Нижнемитякин Тарасовского района Ростовской области экипаж тяжёлого танка КВ-1 под командованием Коновалова в составе механика-водителя Козыренцева, наводчика Дементьева, заряжающего Герасимлюка, младшего механика-водителя Акинина, стрелка-радиста Червинского и приданного в помощь экипажу техник-лейтенанта Серебрякова подбил 16 танков, 2 бронеавтомобиля и уничтожил 8 автомашин с живой силой противника. Коновалову, Дементьеву и Серебрякову удалось выжить и выбраться через нижний люк из загоревшегося танка.
14 июля комбриг Пушкин приказал разведчикам установить судьбу экипажа. Разведчики нашли обгоревший «КВ», а в нём останки погибших танкистов, увидели уничтоженную экипажем Коновалова технику и опросили местных жителей. 17 ноября 1942 года командир 15-й танковой бригады майор Савченко представил лейтенанта Коновалова к званию Героя Советского Союза посмертно.
Семён Коновалов и два его товарища, пробираясь к своим, на четвёртые сутки встретили экипаж немецкого танка, остановившийся на отдых. Советские танкисты уничтожили гитлеровцев и двинулись дальше на трофейной вражеской машине. Экипаж Коновалова вышел к своим войскам далеко от расположения 15-й танковой бригады. После проверки рассказа лейтенанта вместе с его товарищами зачислили в другую танковую часть.
Поскольку расстояние между внешним и внутренним фронтами «котла» под Миллерово было сравнительно небольшим, это позволило войскам 9-й армии частично вырваться из окружения. Ещё три месяца лейтенант Коновалов воевал на добытом у немцев «трофее», нарисовав на башне красную звезду.
Указом Президиума Верховного Совета СССР «О присвоении звания Героя Советского Союза начальствующему и рядовому составу Красной Армии» от 31 марта 1943 года за «образцовое выполнение боевых заданий командования на фронте борьбы с немецкими захватчиками и проявленные при этом отвагу и геройство» удостоен звания Героя Советского Союза с вручением ордена Ленина и медали «Золотая Звезда» (№ 1019).
Получив награду, Семён взял отпуск, чтобы поделиться радостью с матерью. Когда ночью танкист постучал в окно родительского дома, мать залилась слезами: «Уходите! Мой Семён погиб, вот похоронка…» Отбыв дома пару дней, герой вернулся на фронт.
Коновалов прошёл Сталинград, Курскую дугу, окончил войну в Германии командиром танкового батальона.
В 1946 году Коновалов был уволен в запас, а в 1950 году вновь призван в ряды Советской Армии. В 1952 году окончил Ленинградскую высшую офицерскую бронетанковую школу.

### После службы
С 1956 года подполковник С. В. Коновалов — в запасе, а затем в отставке. Жил в городе Казань. Преподавал в Казанском танковом училище. Работал на железной дороге, в Государственной автоинспекции, на Казанском заводе электронно-вычислительных машин. Умер 4 апреля 1989 года. Похоронен в Казани, на кладбище посёлка Дербышки.

## Награды

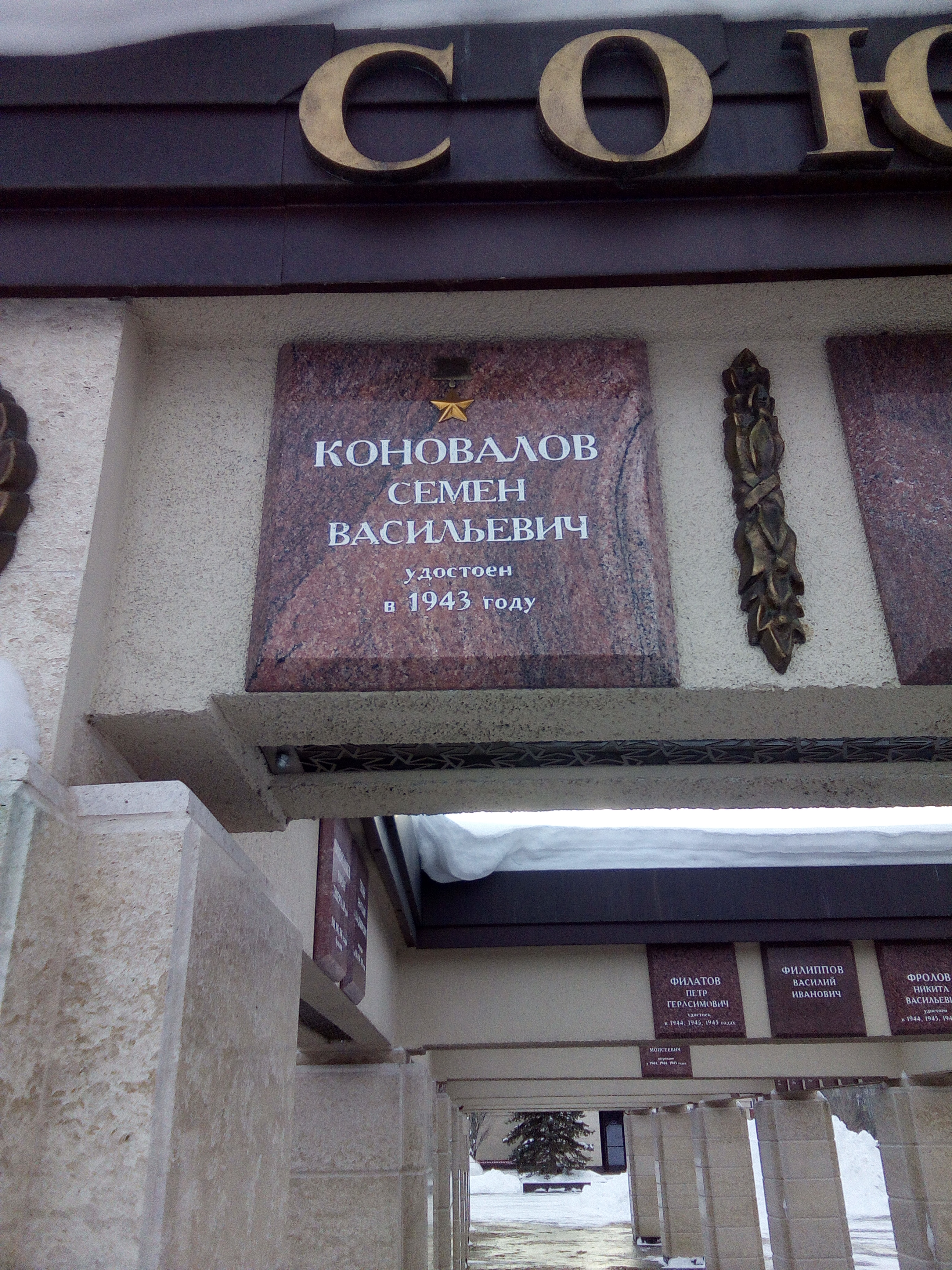
Мемориальная табличка
на Пантеоне героев Парка Победы города Казани

- Медаль «Золотая Звезда» Героя Советского Союза (1943)[2];
- орден Ленина (1943);
- орден Отечественной войны 1-й степени (1985);
- Медали "За боевые заслуги", "За оборону Сталинграда", "За освобождение Варшавы", "За победу над Германией";

## Память
- В 2005 году 2-я Владимирская улица в Казани была переименована в честь героя-танкиста Семёна Коновалова[17][1]. Имя Героя носят также улицы в сёлах Верхний Услон и Ямбулатово.
- В декабре 2019 года мемориальная доска установлена в Казани на фасаде дома по улице Кирпичникова, дом 15, где Семён Коновалов жил с 1961 по 1989 год[18].
- На территории Казанского высшего танкового командного Краснознамённого училища установлены бюст Героя и именной танк "Семён Коновалов".
- В казанском Парке Победы на пантеоне героев установлена именная табличка Коновалова Семена Васильевича.
- В селе Верхний Услон и в родном селе установлены бюсты Героя[19].
- В Чувашии по предложению Главы республики М.В. Игнатьева в праздничную программу 74-летия Победы были включены мероприятия, связанные с именем Героя Советского Союза Коновалова Семена Васильевича[6].

### В культуре и искусстве
- С.В. Коновалов стал прообразом главного героя художественного фильма «Несокрушимый»[20].

## Статьи и публикации
- А. Докучаев. Танковые асы. Кто они? // Техника и оружие. — 1995. — № 03—04.
- Командиры, преподаватели и выпускники училища — Герои Советского Союза. Саратовское высшее командно-инженерное Краснознаменное ордена Красной Звезды училище имени Героя Советского Союза генерал-майора А.И. Лизюкова.
- Андрей Сидорчик. Крепость по имени «КВ». Как танкист Коновалов остановил немецкую армию. Аргументы и факты (20 мая 2015).
- Александра Дорфман. Забытый герой. Как боец выстоял против колонны врага и угнал немецкий танк // Аргументы и факты. — 2017. — № 7 от 14 февраля.
- Илья Щёголев. Как советские танкисты восстали из мертвых и угнали немецкий танк. Российская газета (30 марта 2015).
- Восставший из мертвых красноармеец угнал танк и получил награду Героя СССР.